# Adhemarius palmeri
Adhemarius palmeri, popularmente conhecida como mariposa-esfinge, é uma espécie de artrópode lepidóptero, mais especificamente de mariposa, pertencente à família dos esfingídeos (Sphingidae). 

## Taxonomia
Adhemarius palmeri foi descrito por Jean Baptiste Boisduval em 1875. Em 1899, foi assumida como sinônimo de Amplypterus ganascus [sic] por V. von Bönninghausen. Foi reintegrada como espécie por Thierry Vaglia e Jean Haxaire em 2005.

## Distribuição e habitat
Adhemarius palmeri pode ser encontrada na Costa Rica, Colômbia, Venezuela, Guiana Francesa, Bolívia, Brasil e possivelmente Paraguai. No Brasil, em particular, segundo dados do Sistema de Informação sobre a Biodiversidade Brasileira (SiBBr) e do Instituto Chico Mendes de Conservação da Biodiversidade (ICMBio), há ocorrências da espécie nos estados do Alagoas, Amazonas, Bahia, Maranhão, Santa Catarina, Paraná, Mato Grosso (Diamantino e Novo Santo Antônio), Paraíba, Pará, Rio Grande do Sul, Rio de Janeiro, Rondônia, Roraima, Ceará, São Paulo, Acre, Espírito Santo, Minas Gerais e Amapá. Em termos hidrográficos, ocorre nas sub-bacias do Araguaia, da foz do Amazonas, do Guaíba, do Iguaçu, do Jequitinhonha, dos litorais de Alagoas, Pernambuco, Paraíba, Ceará, Rio de Janeiro, Rio Grande do Sul, São Paulo, Paraná e Santa Catarina, do Madeira, do Mearim, do Negro, do Paraguai 03, do Paraíba do Sul, do Purus, do Tietê, do Baixo Tocantins, do Trombetas, do Uruguai Médio e do Xingu. Habita áreas florestais nos biomas da Amazônia, Cerrado, Mata Atlântica e Pampa.

## Descrição
Adhemarius palmeri tem envergadura de 99 a 124 milímetros. Por possuir características distintivas, não é confundida com outras espécie de seu gênero. Sua linha antemediana lisa cruza a asa anterior da margem costal até a margem inteira, logo abaixo da faixa sub-basal. A faixa sub-basal se divide em duas na margem costal e na margem interna das asas anteriores.

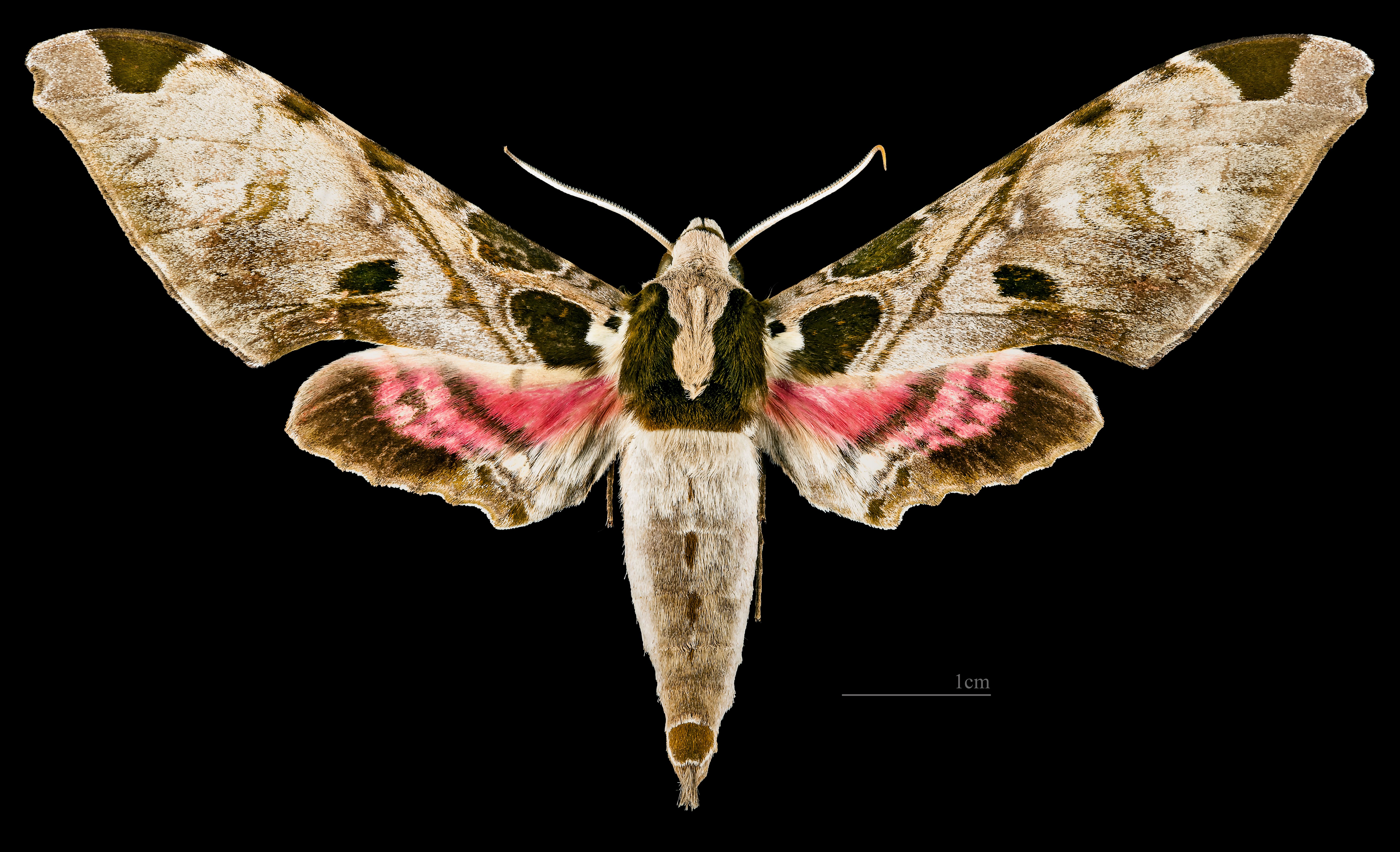
Macho, lado dorsal
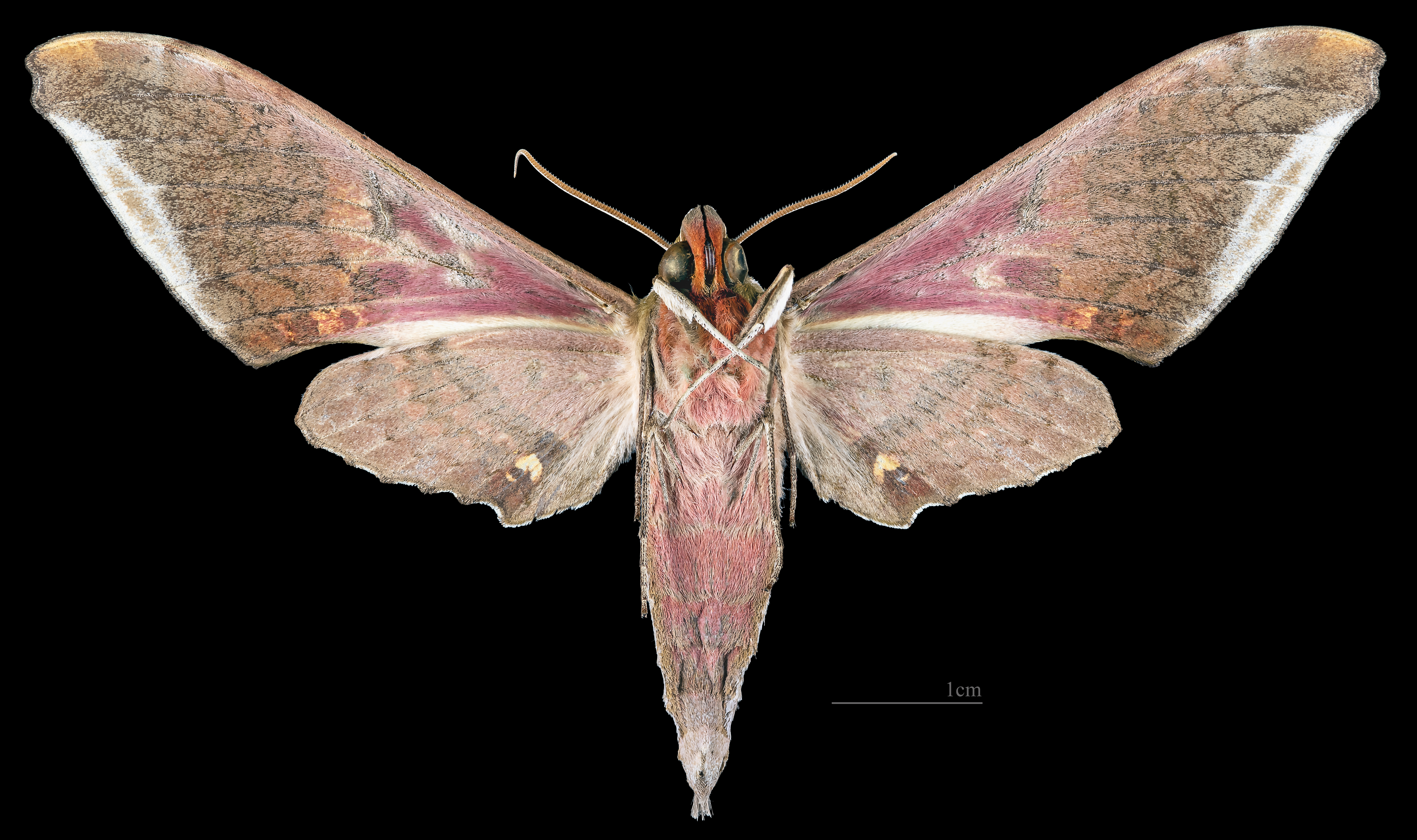
Macho, lado ventral
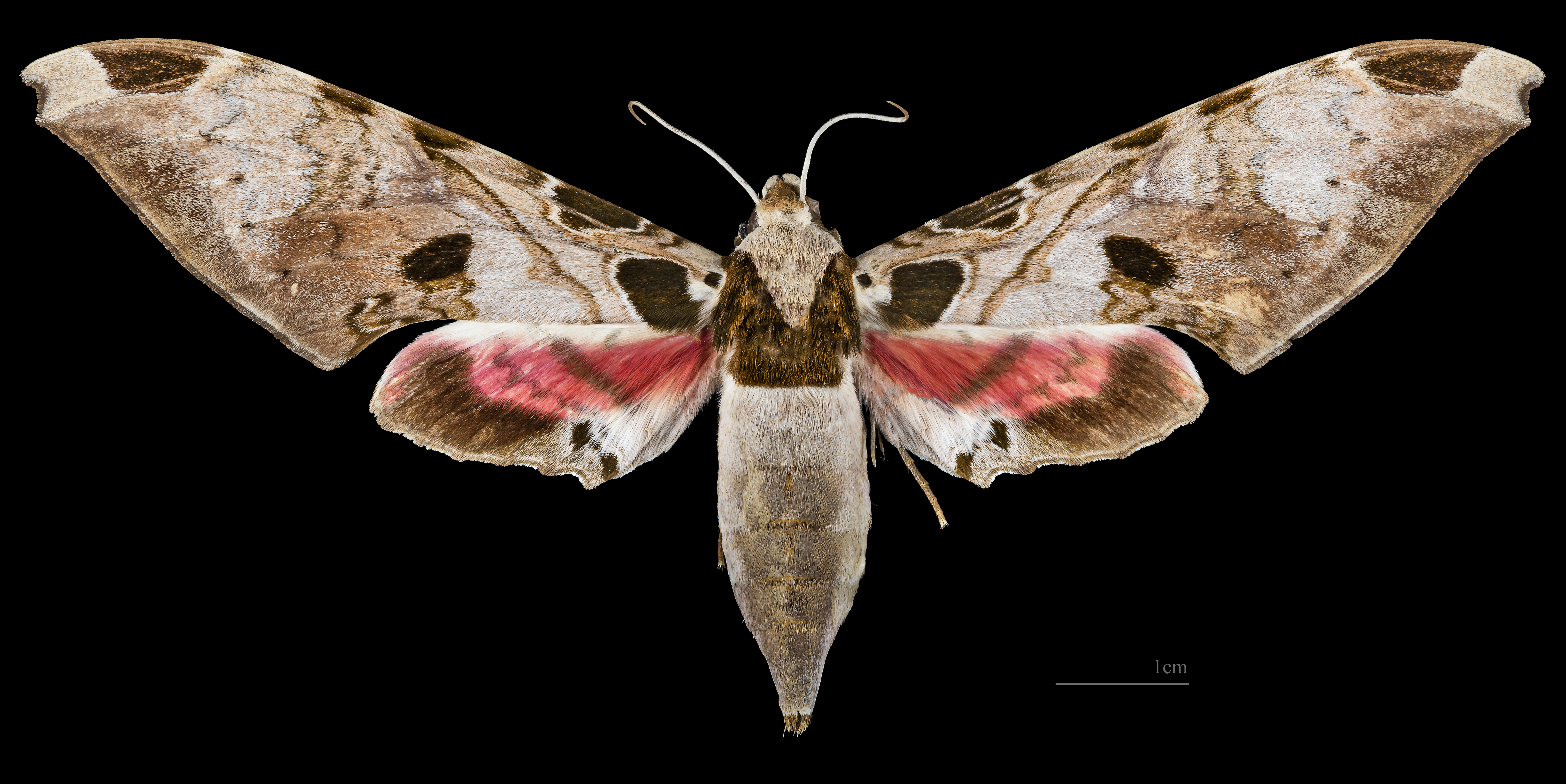
Fêmea, lado dorsal
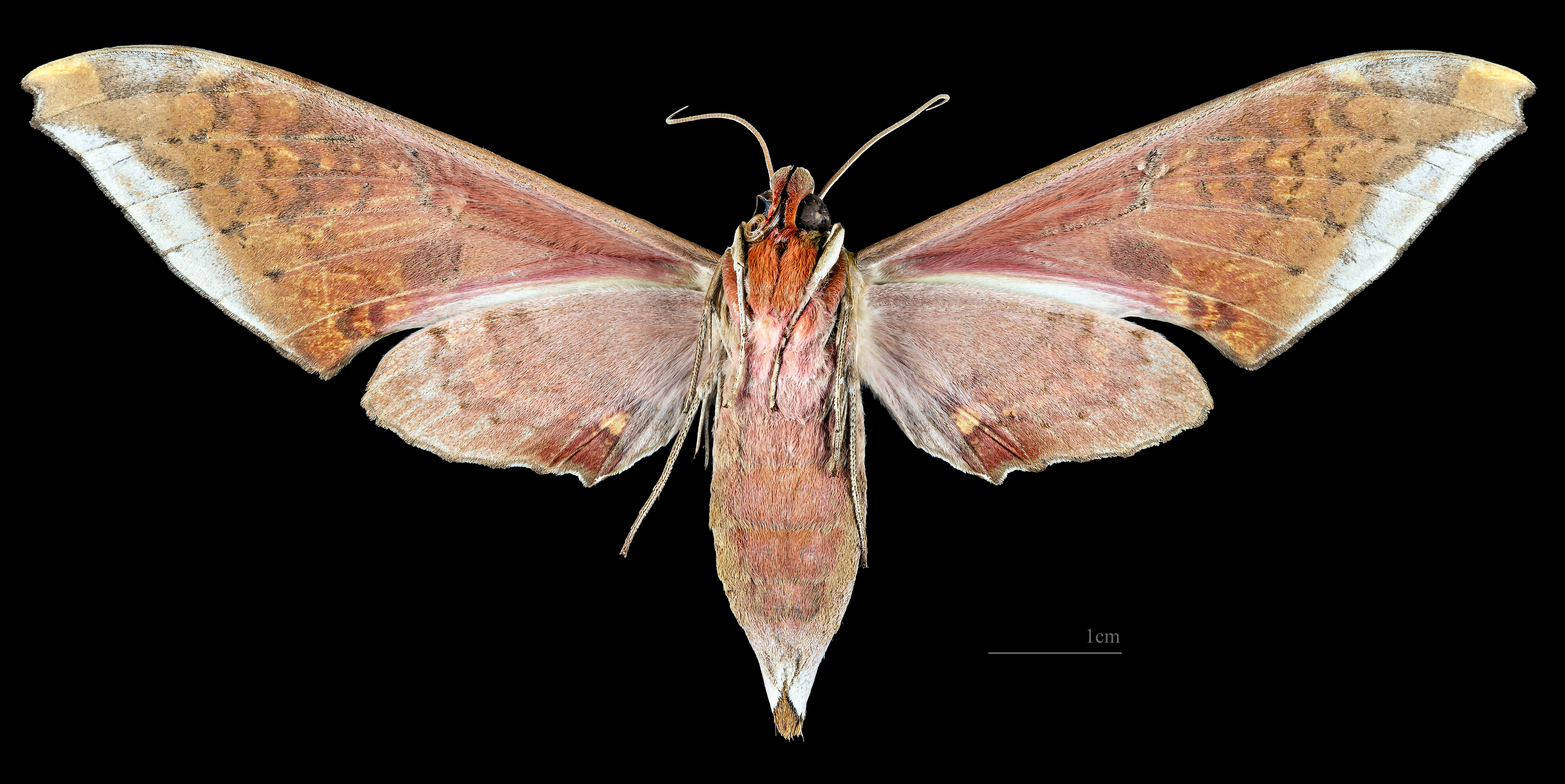
Fêmea, lado ventral

## Biologia
Adhemarius palmeri tem alimentação herbívora e nectarívora. Provavelmente cria ninhadas continuamente, com registros indicando que os adultos estão voando de março a julho e novamente em outubro. Na Bolívia, houve um registro em dezembro. As larvas provavelmente se alimentam de Ocotea veraguensis, Ocotea atirrensis e Ocotea dendrodaphne.

## Conservação
Adhemarius palmeri é ameaçada pelas culturas anuais, silvicultura, pecuária (Pampa, Caatinga e Cerrado), expansão urbana, poluição luminosa (Mata Atlântica) e queimadas não planejadas e/ou não autorizadas em todos os biomas onde ocorre. Apesar disso, essas ameaças não representam risco significativo a ponto de colocar em risco a conservação da espécie. Em 2018, foi classificada como pouco preocupante no Livro Vermelho da Fauna Brasileira Ameaçada de Extinção do Instituto Chico Mendes de Conservação da Biodiversidade (ICMBio). Em sua área de distribuição, está presente em várias áreas de conservação: a Área de Proteção Ambiental de Petrópolis (APA Petrópolis), o Parque Nacional do Jaú (PARNA Jaú), a Estação Ecológica de Maracá (ESEC de Maracá), o Parque Nacional da Serra do Pardo (PARNA Serra do Pardo), a Reserva Biológica do Gurupi (Rebio do Gurupi), a Reserva Biológica Guaribas (Rebio Guaribas), a Área de Proteção Ambiental de Murici (APA de Murici), a Área de Proteção Ambiental do Lago de Tucuruí (APA Lago de Tucuruí), o Parque Estadual da Serra do Mar, o Parque Estadual do Araguaia, o Parque Estadual Intervales, a Reserva Particular do Patrimônio Natural Ano Bom (RPPN Ano Bom), a Reserva Particular do Patrimônio Natural Caetezal (RPPN Caetezal), a Reserva Particular do Patrimônio Natural Fazenda Limeira (RPPN Fazenda Limeira), a Reserva Particular do Patrimônio Natural do Parque Ecológico Artex (RPPN Parque Ecológico Artex), a Terra Indígena Alto Rio Negro, a Terra Indígena Las Casas e a Terra Indígena Tubarão/Latundê.